# Grimothea planipes
Cua cá ngừ hay còn gọi là Cua tuna hay cua đỏ (Danh pháp khoa học: Grimothea planipes) là một loài cua trong họ Munididae. Những con cua có bề ngoài giống tôm này thường tập trung ngoài khơi của bờ biển. Cua đỏ còn có tên là cua tuna do chúng là nguồn thức ăn chính của cá ngừ.
Cua đỏ trông giống con tôm hùm nhỏ và chủ yếu sống nương theo những dòng hải lưu ở ngoài khơi bang Baja California, Mexico. Chúng có số lượng dồi dào đến mức trở thành nguồn thức ăn của nhiều loài động vật bao gồm cá ngừ, cá di cư, mực khổng lồ, mực Humbolt, chim biển, rùa, cá voi và động vật chân vây.

## Di cư
Năm 2015 tại Mỹ chứng kiến cảnh tập trung của loài cua này một cách đông đảo, chúng được tìm thấy phơi mình trên mãi cát bọc bờ biển Dana Point, San Clemente, bãi biển Newport và Huntington xuất hiện hàng ngàn con cua trôi dạt. Những con cua này có thể xuất hiện ở phía Bắc của California vì hiện tượng nước biển ấm lên bất thường. Chúng có khả năng di chuyển từ đáy biển lên trên mặt nước và bị sóng, thủy triều đẩy vào bờ hàng loạt.
Hiện tượng cua đỏ dạt bờ hàng loạt được các ngư dân ghi lại ở vùng biển Nam California từ năm 2014, năm 2015 lại xuất hiện lẻ tẻ trên đảo Catalina vài nơi khác. Bắt đầu từ giữa tháng 6, hàng ngàn con cua đỏ trôi dạt vào bãi biển San Diego. Các thuyền trưởng đã phát hiện ra loài động vật giáp xác này lơ lửng trong nước nhiều tuần nay, chúng trôi dạt vào bờ khiến mọi người rất tò mò. Cua đỏ đôi khi vẫn xuất hiện với số lượng lớn trên bãi biển, nhưng hiện tượng này có xu hướng diễn ra ngày càng thường xuyên hơn.
Hầu hết những con cua còn sống, vẫn đang bơi khá tốt khi trên mặt sóng. Tuy nhiên, một khi dạt bờ, chúng không thể đi đâu được nữa vì không đủ mạnh để ngược sóng bơi ra ngoài đại dương. Những con cua tuna không phải là sinh vật đầu tiên dạt bờ hạt loạt ở California vì hiện tượng nước biển ấm lên. Trước đó, những con sứa màu xanh sáng đã phủ dày bãi biển Bắc California trong mùa xuân 2015. Cua đỏ mắc cạn là kết quả từ nhiệt độ nước biển tăng cao do quá trình ấm lên toàn cầu.